# Філадельфія (фільм)
«Філадельфія» (англ. Philadelphia) — американський фільм-драма режисера Джонатана Деммі, що завоював дві премії «Оскар»: за найкращу чоловічу роль і за найкращу пісню до фільму, а також інші призи міжнародних кінофестивалів. «Філадельфія» стала одним із перших фільмів про гомосексуальність, СНІД і гомофобію. В основу сюжету покладена реальна історія адвоката Джеффрі Боуерса, котрий у 1987 році подав до суду на юридичну фірму «Baker & McKenzie» за те, що був несправедливо звільнений. Головні ролі виконували Том Генкс і Дензел Вашингтон.

## Сюжет
Успішного молодого адвоката Ендрю Бекета звільняють з роботи — з юридичної фірми «Вайлт Вівер» — по причині його «некомпетентності». Справжній мотив звільнення інший: менеджерам стало відомо, що він хворий на СНІД гей. Ендрю вирішує судитися із своїми колишніми роботодавцями і шукає собі представника у суді. Але всі адвокати, до котрих він звертається, відмовляються йому допомагати. Так діє спочатку й чорношкірий соціальний адвокат гомофоб Джо Міллер, котрий боїться заразитися ВІЛ через рукостискання. Ендрю вирішує захищати свої інтереси в суді самостійно. У бібліотеці він знаходить відповідний закон і тут же випадково зустрічає Джо, котрий в ім'я законності й справедливості погоджується вести його справу.

## У ролях
- Том Генкс — Ендрю Бекет
- Дензел Вашингтон — Джо Міллер
- Джейсон Робардс — Чарльз Вілер
- Мері Стінберген — Белінда Конін
- Антоніо Бандерас — Міґель
- Джоан Вудворд — Сара Беккетт
- Енн Дауд — Джилл Беккетт
- Роберт В. Кесл — Бад Беккетт
- Чарльз Неп'єр — суддя Лукас Гарнетт
- Роджер Корман — Роджер Лерд
- Трейсі Волтер — бібліотекар
- Чандра Вілсон — Чандра

## Пісні зі звукової доріжки
| №  | Назва композиції               | Виконавець          |
| -- | ------------------------------ | ------------------- |
| 1  | Streets Of Philadelphia        | Брюс Спрінгстін     |
| 2  | Philadelphia                   | Ніл Янг             |
| 3  | Yes Means Yes                  | Sensible Shoes      |
| 4  | Please Send Me Someone To Love | Sade                |
| 5  | I Don't Wanna Talk About It    | Indigo Girls        |
| 6  | Laudate Dominum                | Барбара Гендрікс    |
| 7  | Sister Rosa                    | Neville Brothers    |
| 8  | Ibo Lele (Dreams Come True)    | RAM                 |
| 9  | It's In Your Eyes              | Pauletta Washington |
| 10 | All The Way                    | Gary Goetzman       |
| 11 | God Rest Ye Merry Gentlemen    | Сірілл Уоттерс      |
| 12 | Non temer amato bene           | Люсія Попп          |
| 13 | Have You Ever Seen The Rain    | Spin Doctors        |
| 14 | Dulcissimum Convivium          | Барбара Хендрікс    |
| 15 | Lovetown                       | Пітер Гебріел       |
| 9  | Heaven                         | Q. Lazzarus         |
| 10 | Mr. Sandman                    | The Flirtations     |
| 11 | La mamma morta                 | Марія Каллас        |
| 12 | O nume tutelar                 | Марія Каллас        |
| 13 | Ebben? ne andrò lontana        | Марія Каллас        |
| 14 | Ecco: respiro appena           | Марія Каллас        |

## Суперечки
Фільм став другою високобюджетною картиною Голлівуду (після фільму «Оркестр продовжує грати»), у котрому реалістично зображені геї та лесбійки. Картина спочатку містила сцени близькості між героями Генкса та Бандераса, зокрема в ліжку. У деяких DVD-виданнях фільму вона включена.
Сім'я Джефрі Боуерса подала позов до суду на творців фільму, котрі без відповідного дозволу використали історію життя Джефрі як основу сюжету. Члени сім'ї стверджували, що 54 сцени фільму настільки нагадують події з життя Боуерса, що немає жодних сумнівів, що саме його історія стала відома кінематографістам з інтерв'ю членів сім'ї та лягла в основу сюжету. Незабаром позов був відкликаний внаслідок угоди, подробиці якої невідомі. Творці фільму зізналися, що дійсно фільм частково заснований на подіях життя Боуерса.

## Критика
Фільм був добре сприйнятий критиками й отримав 74 проценти «свіжого» рейтингу на сайті «Rotten Tomatoes», а також 87 процентів рейтингу користувачів. Картина зайняла 20-те місце в списку 100 найнадихаючих американських фільмів за 100 років, а Ендрю Бекет знаходиться на 49 місці списку 100 найкращих героїв і лиходіїв за версією Американського інституту кіномистецтва.

## Нагороди
Фільм «Філадельфія» завоював дві премії «Оскар»:
- Том Генкс — за найкращу чоловічу роль
- Брюс Спрінґстін — за найкращу оригінальну пісню «Вулиці Філадельфії» (Streets of Philadelphia)